# Higginsia
Higginsia is een geslacht van sponsdieren uit de klasse van de Demospongiae (gewone sponzen).

## Soorten
- Higginsia anfractuosa Hooper & Lévi, 1993
- Higginsia arborea (Keller, 1891)
- Higginsia bidentifera (Ridley & Dendy, 1886)
- Higginsia ciccaresei Pansini & Pesce, 1998
- Higginsia coralloides Higgin, 1877
- Higginsia durissima (Burton, 1928)
- Higginsia fragilis Lévi, 1961
- Higginsia higgini Dendy, 1922
- Higginsia higginissima Dickinson, 1945
- Higginsia kenyensis Pulitzer-Finali, 1993
- Higginsia lamella Pulitzer-Finali, 1993
- Higginsia massalis Carter, 1885
- Higginsia mediterranea Pulitzer-Finali, 1978
- Higginsia mixta Hentschel, 1912
- Higginsia natalensis Carter, 1885
- Higginsia palmata Pulitzer-Finali, 1996
- Higginsia petrosioides Dendy, 1922
- Higginsia pulcherrima Pulitzer-Finali, 1993
- Higginsia pumila (Keller, 1889)
- Higginsia pyriformis Brøndsted, 1916
- Higginsia robusta Burton, 1959
- Higginsia scabra Whitelegge, 1907
- Higginsia strigilata (Lamarck, 1814)
- Higginsia tanekea Hooper & Lévi, 1993
- Higginsia tethyoides Lévi, 1960
- Higginsia thielei Topsent, 1898